# Wszewłoga górska
Wszewłoga górska (Meum athamanticum Gersault.) – gatunek rośliny z rodziny selerowatych. Zasięg gatunku obejmuje Europę Zachodnią i Środkową – od Hiszpanii, Francji i Wielkiej Brytanii na zachodzie, po Bułgarię, Rumunię i Polskę na wschodzie. Obecny jest też w Maroku. W północnej Europie rośnie jako gatunek introdukowany (w Irlandii, Danii i krajach Półwyspu Skandynawskiego. Populacje z południowej części zasięgu (z Hiszpanii i Maroka) opisywane bywają jako dwa odrębne gatunki. W Polsce rośnie w Sudetach. Zasiedla łąki górskie i skaliste usypiska. 

## Morfologia

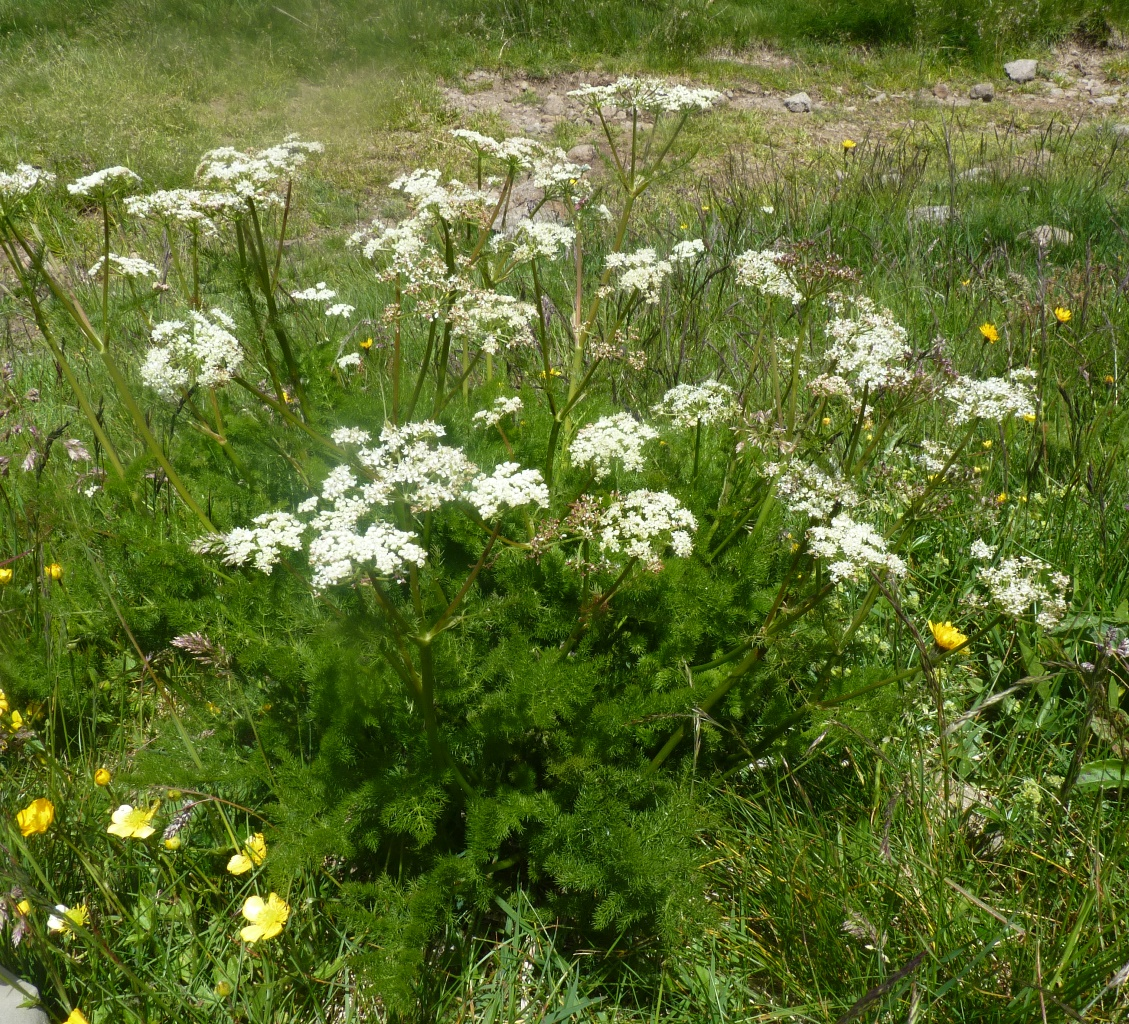
Pokrój

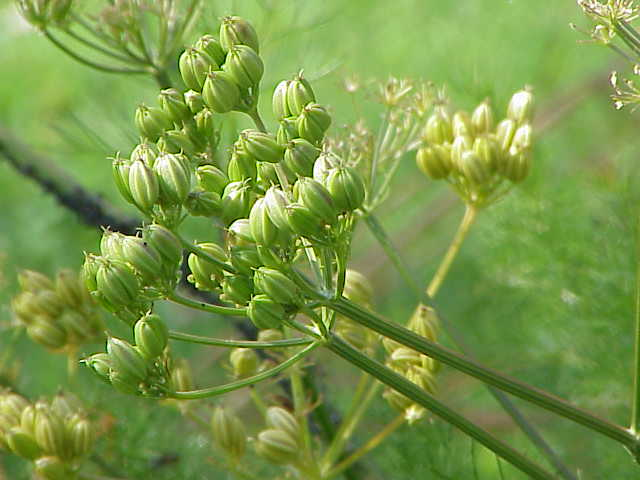
Owoce

PokrójRoślina zielna z grubym i długim kłączem, w szyi korzeniowej okrytym postrzępionymi nasadami dawnych liści. Roślina wyróżnia się silnym, korzennym zapachem.
ŁodygaNaga, dęta, kanciasto bruzdowata i często czerwonawo nabiegła. Nierozgałęziona lub rozgałęziająca się w górnej części.
LiścieZ pochwiastymi nasadami. Blaszka liściowa jajowata w zarysie, kilkukrotnie pierzasto podzielona na nitkowate odcinki skupione po kilka. Liście łodygowe są nieliczne.
KwiatyZebrane w baldaszki, które w liczbie 6–15 tworzą baldach złożony. Szypuły baldachu są nierówne i kanciaste, zwykle nagie, czasem owłosione od wewnątrz. Pod kwiatostanem brak pokryw lub są pojedyncze. Pokrywek jest wiele, są lancetowate i obłonione. Kielich ma bardzo drobne, niewyraźne ząbki. Płatki korony są białe, czasem czerwonawe lub różowe, kształtu eliptycznego do odwrotnie jajowatego, na szczycie zaostrzone lub wycięte. Krążek miodnikowy stożkowaty zwieńczony dłuższymi od niego szyjkami słupka.
OwoceRozłupnie składające się z dwóch rozłupek, jajowate, nagie, z boków spłaszczone. Osiągają 6 mm długości i 2,5 mm szerokości. Owoce są nieoskrzydlone lub słabo oskrzydlone, z trójkątnymi żebrami.

## Biologia i ekologia
RozwójBylina, hemikryptofit. Kwitnie od maja do sierpnia. Kwiaty zapylane są głównie przez muchówki i chrząszcze.
SiedliskoWystępuje na górskich łąkach i pastwiskach w klimacie umiarkowanie chłodnym. Rośnie na stanowiskach umiarkowane nasłonecznionych, na glebach przeciętnie wilgotnych, słabo kwaśnych, średnio zwięzłych i umiarkowanie żyznych.
FitosocjologiaW klasyfikacji zbiorowisk roślinnych gatunek charakterystyczny dla Ass. Meo-Festucetum i gatunek wyróżniający dla związku roślinności (All) Polygono-Trisetion.

## Zastosowanie
Roślina ozdobnaOryginalna roślina, przydatna do sadzenia na skalniakach, rabatach bylinowych, skarpach czy założeniach typu łąkowego, ozdobna głównie dzięki drobno podzielonym liściom przypominającym ozdobne gatunki szparagów (Asparagus).
Roślina leczniczaSurowcem zielarskim jest korzeń. Zawiera cukier roślinny, gumy roślinne, olejki eteryczne, skrobię, olej, żywice i inne związki. Preparaty z korzenia wszewłogi górskiej pobudzają trawienie, działają moczopędnie i wykrztuśnie. Były stosowane przy gorączce, astmie, nerwicach, zapaleniu dróg moczowych i zaburzeniach trawienia.
- Zbiór i suszenie: Korzeń ziela należy zbierać w dni bezdeszczowe i słoneczne. Suszenie w miejscu suchym przewiewnym. Nie zaleca się samodzielnego zbierania wszewłogi górskiej z powodu możliwości pomylenia jej z trującymi gatunkami roślin baldaszkowatych.

Sztuka kulinarnaNiegdyś roślina przyprawowa. Ekstrakt z korzenia używany jest do aromatyzowania wódki Żołądkowej Gorzkiej. Korzeń wykorzystywany do wyrobu nalewki alkoholowej.